# Вірмено-азербайджанська війна (1918—1920)
Вірмено-Азербайджанська війна — конфлікт між Азербайджанською Демократичною республікою та Османською імперією з однієї сторони та Демократичною Республікою Вірменія з другої. В конфлікт були втягнуті цивільні Зангезуру, Нахічевані та Нагірного Карабаху. Численні партизанські операції були причиною високих жертв серед місцевого мирного населення.

## Передумови
Вірмено-азербайджанські конфлікти мали місце протягом усієї історії цих країн. Численні погроми та вбивства, пограбування та спалення будинків призвели до погіршення стосунків між вірменами та азербайджанцями.

## Хід війни

### Різанина в Баку
Арешт генерала Талушинського та його доправлення до Баку 9 березня призвело до посилення антирадянських настроїв серед азербайджанського населення. 30 березня, спираючись на рапорти про активізацію антирадянського руху в Баку, більшовики влаштували 3-денну різанину, в ході якої загинуло близько 12 тисяч азербайджанців.

### Бій за Баку та Карабах, 1918—1919

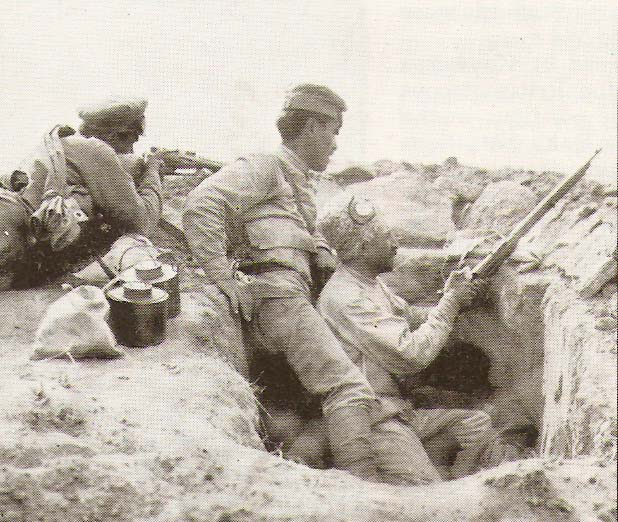
Вірменські бійці під час битви за Баку

В той же час російські війська були втягнуті у війну з Османською імперією. Енвер Паша, султан Османської імперії, почав рухатись вглиб Кавказу разом із Армією Ісламу. Найбільші бої відбулися в Євлаху та Агдаші, в ході яких османські війська перемогли російські.
Османська Армія Ісламу та її азербайджанські союзники під керівництвом Нурі-паші увійшли до Баку і вбили близько 15 тисяч вірмен як відплату за вбивство вірменами мусульман. Столиця Азербайджанської Демократичної Республіки нарешті була повернена азербайджанцям.

### Конфлікти в Шуші, початок 1920
Найбільші конфлікти між азербайджанцями та вірменами в Шуші відбулися у березні-квітні 1920 року. Тоді, під час азербайджанського свята Новруз Байрам (весняне рівнодення), карабахські вірмени організували несподівану атаку на цивільних.
В березні того ж року, відбулися конфлікти між татарами та вірменами. В ході погромів, більшість етнічних вірмен, що проживали в Шуші, вимушені були покинути свої домівки. Парламент в Баку відмовився провести суд над учасниками етнічних чисток в Шуші. Рішення парламенту спровокувало вірменське населення Карабаху взяти до рук зброю і розпочати війну в Карабасі.

### Радянізація Азербайджану, Квітень 1920
На початку квітня 1920 року Республіка Азербайджан опинилася в складному становищі. На заході вірмени все ще утримували окуповані ними території, на сході повстали азербайджанські комуністи, а на півночі Червона Армія розгромила Добровольчу Армію А. Денікіна, і рухалася в сторону Азербайджану.
27 квітня, 1920 року уряд Азербайджанської Демократичної Республіки отримав звістку про те, що радянські війська зупинились біля північного кордону Азербайджану. В такій важкій ситуації, азербайджанський уряд офіційно здався радянському командуванню, однак деякі генерали та солдати азербайджанських військових сил продовжували партизанську боротьбу проти новоствореного уряду Азербайджанської Радянської Соціалістичної Республіки, що на той час була під керівництвом Нарімана Наріманова.
Поки азербайджанський уряд і армія потерпали від Червоної армії, вірменські війська захопили деякі азербайджанські території, включаючи Шушу, Ханкенді та деякі інші міста. Наприкінці квітня вірменські війська контролювали Карабах, з усіма навколишніми територіями.

### Наступ Червоної армії, травень 1920

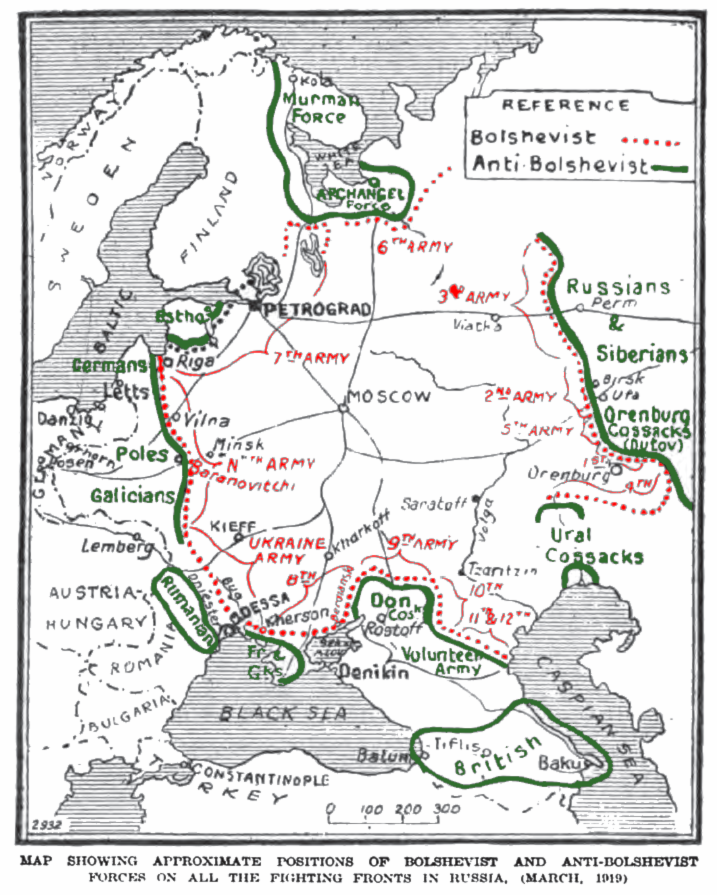
Місця дислокації британських військ у 1918—1919

Після отримання формального контролю над Азербайджаном, Червона Армія почала наступати на позиції вірменських військ на заході Азербайджану. Азербайджансько-радянські війська, що діяли в регіоні, були реорганізовані та отримали радянську зброю.
Радянсько-азербайджанська офензива почалася на початку червня, і закінчилася швидкою перемогою над вірменськими військами. 5 червня вірменські війська були вибиті з Шуші, а пізніше і з Татева. 28 червня об'єднані радянсько-турецько-азербайджанські війська зайняли Нахічевань, встановивши таким чином повний контроль над провінцією. На початку серпня, вірменські війська спробували зробити контрудар і захопити Нахічевань, однак вони були розбиті в Шахт-Тактах. Це була остання вірменська операція в Азербайджані. Після цього, Червона армія готувалася почати операцію по окупації Вірменії.
10 серпня було підписано перемир'я між Вірменською Демократичною Республікою та радянськими військами. За цим договором Вірменія визнавала контроль Азербайджану над Карабахом. Після підписання договору про припинення вогню, деякі вірменські ватажки партизан в Карабасі відмовились скласти зброю, і продовжили воювати.

### Встановлення більшовицького режиму у Вірменії, грудень 1920
Після 6 років виснажливої боротьби із азербайджанськими, турецькими та радянськими військами, Вірменський національний ліберальний рух був більше не в змозі організувати активне протистояння ворогу.
4 грудня 1920 року керівництво Червоної Армії скористалося виснаженням вірменських військ, захопивши Єреван та заарештувавши уряд Демократичної Республіки Вірменії.
Була проголошена Вірменська радянська соціалістична республіка під керівництвом Олександра Міаснікяна. Проголошення Вірменської РСР поклало край існуванню Демократичної Республіки Вірменія.

### Закінчення війни, 23 жовтня 1921 року
Кровопролиття на Кавказі було зупинене укладанням союзного договору між Туреччиною та новоствореним СРСР. Цей договір був підписаний Російською РФСР, Азербайджанською РСР, Грузинською РСР та Вірменською РСР з одного боку, та Туреччиною з іншого.
За цим договором, Нахічевань отримала формальний статус автономної республіки в складі Азербайджану. Туреччина та СРСР виступили гарантами статусу Нахічевані. Туреччина зобов'язалась повернути Олександропіль Вірменії, і Батумі Грузії.